# ペッパー貯蓄銀行AIペッパーズ
ペッパー貯蓄銀行AIペッパーズ（ペッパーちょちくぎんこうAIペッパーズ、韓国語: 페퍼저축은행 AI 페퍼스）は、韓国・光州広域市を本拠地とする女子プロバレーボールチーム。

## 歴史
2021年、ペッパー貯蓄銀行により設立された。
2021年4月20日、韓国バレーボール連盟(KOVO)はVリーグ女子の第7チームとして承認した。本拠地はペッパー銀行本社のある城南市を予定していたが、光州広域市の積極的な招致を受けて、5月10日、光州広域市を本拠地とすることで同市と合意し、13日に調印式が行われた。
同年8月23日、チーム名がペッパー貯蓄銀行AIペッパーズに確定した。AIは、光州広域市が「AI中心都市光州」というビジョンを掲げてるところから来ていて、データ分析を活用して最高のバレーボールチームを目指す意気込みも込められている。
Vリーグ1シーズン目となった2021/22シーズンは、レギュラーラウンドで3勝28敗と大きく負け越し、Vリーグの壁を味わう形となった。
2022年7月25日、日本・V1女子のNECレッドロケッツと姉妹協定を締結した。
2024年、チャン・ソヨンが監督に就任した。

## 歴代所属選手
- ハ・ヘジン

## 主な成績
Vリーグ (韓国)
- 優勝：なし
- 準優勝：なし

KOVOカップ
- 優勝：なし
- 準優勝：なし